# Gare d’Aurec
Gare d’Aurec vasútállomás Franciaországban, Aurec-sur-Loire településen.

## Vasútvonalak
Az állomást az alábbi vasútvonalak érintik:
- Saint-Georges-d'Aurac-Saint-Étienne-Châteaucreux-vasútvonal

## Kapcsolódó állomások
A vasútállomáshoz az alábbi állomások vannak a legközelebb:
- Gare de Bas-Monistrol
- Gare de Firminy
- Gare de Fraisses - Unieux